# Nemacheilus spiniferus
Nemacheilus spiniferus är en fiskart som beskrevs av Kottelat, 1984. Nemacheilus spiniferus ingår i släktet Nemacheilus och familjen grönlingsfiskar. Inga underarter finns listade i Catalogue of Life.